# Hell in the Pacific
Hell in the Pacific (br.: Inferno no Pacífico / pt.: Duelo no Pacífico) é um filme norte-americano de 1968 do gênero guerra, dirigido por John Boorman.

## Sinopse
Um oficial da Marinha japonesa e um fuzileiro norte-americano duelam selvagemente numa ilha deserta do Pacífico já quase no final da Segunda Guerra Mundial.

## Elenco
- Toshiro Mifune - capitão japonês
- Lee Marvin - piloto norte-americano